# تجارت ماوراءصحرا

مسیرهای تجاری از طریق صحرای غربی بین ۱۰۰۰ تا ۱۵۰۰. طلا در نواحی قهوه‌ای روشن در جنوب یافت شد.

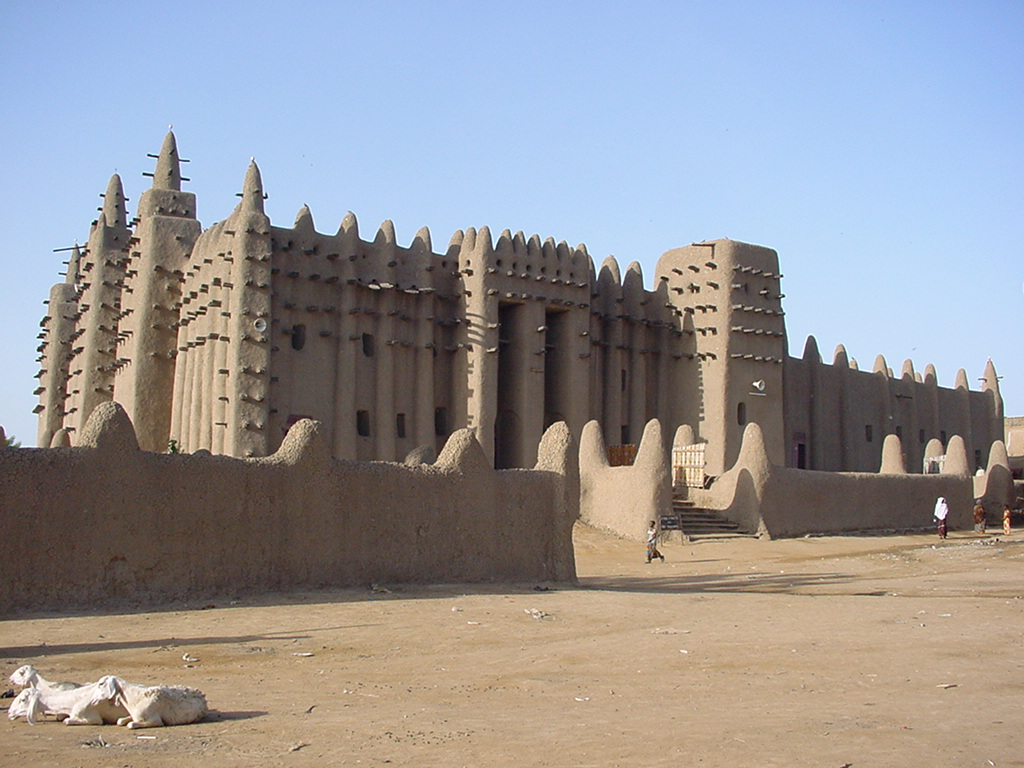
جـِنه، که در سال ۸۰۰ میلادی بنیاد شده پایگاه اصلی تجارت ماوراءصحرا بوده است.

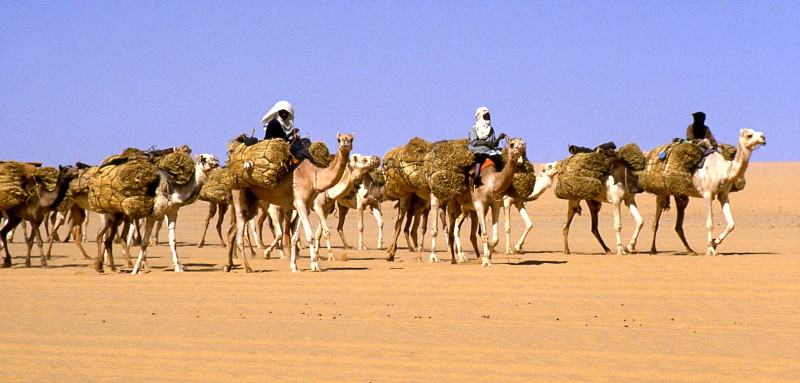
کاروان نمک همان‌طور که امروزه نیز مورد استفاده قرار می‌گیرد.

تجارت ماوراءصحرا، به بازرگانی میان دو سوی صحرای بزرگ آفریقا یعنی میان کشورهای ساحل مدیترانه با کشورهای جنوب صحرا گفته می‌شود.
تجارت ماوراءصحرا در طی تاریخ به صورت شبکه‌ای از کاروان‌های تجاری بود که سواحل شمالی آفریقا، مصر و حاشیه شمالی صحرای بزرگ آفریقا، معروف به ساحل صحرا، را به هم متصل می‌کرد. این مسیرها حلقه ارتباطی نواحی پیرامون رودخانه نیجر در جنوب غرب آفریقا با سواحل مدیترانه و سپس اروپا بودند. این شبکه مواصلاتی در شرق به جاده ابریشم می‌پیوست. زمان اوج این تجارت، میان سده‌های ۸ تا ۱۶ میلادی بود. مردم صنهاجه به‌ویژه شاخه طوارق نقشی بنیادین در این بازرگانی داشته‌اند.
این مسیرهای کاروان‌رو همچنین امکان تبادل فرهنگی را فراهم می‌کرد و اسلام از طریق این شبکه تجاری در سراسر غرب آفریقا گسترش یافته است. با برنامه‌ریزی خوب، کاروان‌هایی که اغلب از بیش از هزار شتر تشکیل می‌شدند، می‌توانستند از واحه‌ای به واحه دیگر سفر کنند و مسافت‌های زیادی را در سراسر صحرا طی کنند. این سفرها هم به دلیل خشکسالی و هم به دلیل وجود راهزنان پرمخاطره بود اما معمولاً بازدهی مالی آن آنقدر زیاد بود که انگیزه لازم را برای ادامه فعالیت ایجاد کند. تجارت ماوراءصحرا نقش مهمی در تجارت برده توسط اعراب نیز داشت.
دقیقاً مشخص نیست که بازرگانی در این ناحیه از چه زمانی آغاز شده است. آغاز آن احتمالاً توسط گرامه‌ای‌ها صورت گرفته است که مردمی مرتبط با طوارق امروزی بودند در جنوب غربی لیبی زندگی می‌کردند. آنها از اسب و ارابه استفاده می‌کردند و بنابراین می‌توانستند کالاهای محدودی را حمل کنند. در آن زمان صحرا آب و هوای مطلوب‌تری داشت. گرامه‌ای‌ها یک مسیر تجاری ایجاد کردند که شهرهای بندری کارتاژ و طرابلس را از طریق غدامس، مرزق و بیلما به منطقه دریاچه چاد متصل می‌کرد. «اقلام» اصلی، برده‌های آفریقایی و حیوانات عجیب و غریب برای مبارزات سیرک‌های رومیان، عاج و طلا بودند.
در قرن چهارم، شتر به این مسیرهای تجاری وارد شد. ثابت شد که این جانوران باری برای این کار بهترین بارکش‌ها هستند زیرا می‌توانند برای مدت طولانی بدون غذا و آب زنده بمانند. دادوستد در مقیاس واقعی در حدود سده هشتم میلادی شروع شد. در ساحل صحرا، پادشاهی غنا به یک بازیگر اصلی تبدیل شده بود که در آن کالاهای لوکس اروپا مانند اسب، پارچه و جنگ‌افزار تقاضای زیادی داشتند. در عوض، از سوی غنا، برده، طلا، عاج و نمک عرضه می‌شد. علاوه بر این، سواحل مدیترانه خرما و مس آفریقای مرکزی را تأمین می‌کرد. پادشاهی غنا بعداً توسط پادشاهی بزرگ مالی و سپس توسط امپراتوری سنغای که بخش زیادی از حوضه رودخانه نیجر را در بر می‌گرفت، جایگزین شد. ایالت‌های هاوسا و بورنو نیز بازیگران مهمی شدند. امپراتوری سُنغای نیز به نوبه خود با اشانتی‌ها تجارت کرد. این منجر به شبکه گسترده‌ای از مسیرهای کاروانی شد که بیشتر غرب آفریقا را به هم می‌پیوست. شهرهای مهم تجاری مانند جنه، گائو، سجلماسه، غدامس، غات، اودغست، ولاته و از قرن دوازدهم تیمبوکتو در نتیجه این روند شکوفا شدند. ملک مانسا موسی با سفر با کاروانی به طنجه، حج خود را به مکه آغاز کرد. چند سال بعد، ابن بطوطه از مراکش به مالی سفر کرد.
پس از قرون وسطی، تجارت کاهش یافت. علت اصلی این امر سفرهای اکتشافی پرتغالی بود که از طریق آن بازرگانی میان اروپا و غرب آفریقا به‌طور فزاینده‌ای از طریق دریا انجام می‌شد. در اواخر قرن شانزدهم، جنگی بین مراکش و امپراتوری سنغای درگرفت که ضربه‌ای نهایی به تجارت ماوراءصحرا وارد کرده و کمابیش به آن پایان داد. امروزه هنوز کاروان‌های نمک در صحرا وجود دارد.